# Географія Норвегії
Норвегія — європейська країна, що розташована на півночі континенту, на Скандинавському півострові . Загальна площа країни 323 802 км² (68-ме місце у світі), з яких на суходіл припадає 304 282 км², а на поверхню внутрішніх вод — 19 520 км². Площа країни вдвічі менша за площу України, трохи більша за площу штату Нью-Мексико. 

## Етимологія
Офіційна назва країни — Королівство Норвегія, коротка назва — Норвегія (норв. Kongeriket Norge, Norge; нюн. Noreg). Назва країни походить від слів «нордр» (норв. nordr) — північ і «вег» (норв. veg) — шлях, тобто «Північний шлях». Спочатку назва відносилась до морського шляху вздовж берега, по якому нормани виходили до північних морів. Пізніше назва поширилась на узбережжя, а потім і на державу норманів на цьому узбережжі.

## Географічне положення
Норвегія — північноєвропейська країна, що межує з трьома іншими країнами: на сході — зі Швецією (спільний кордон — 1666 км), на північному сході — з Фінляндією (709 км) і Російською Федерацією (191 км). Загальна довжина державного кордону — 2566 км. 1/3 країни лежить на північ від Північного полярного кола, де сонце з травня по липень майже не заходить за горизонт. Норвегія омивається водами. Загальна довжина морського узбережжя 25,1 тис. км, з яких власне узбережжя — 2650 км, разом із берегами численних фіордів — 22,5 тис. км. Загальна довжина узбереж численних островів — 58,1 тис. км.
Згідно з Конвенцією Організації Об'єднаних Націй з морського права (UNCLOS) 1982 року, протяжність територіальних вод країни встановлено в 12 морських миль (22,2 км). Прилегла зона, що примикає до територіальних вод, в якій держава може здійснювати контроль необхідний для запобігання порушень митних, фіскальних, імміграційних або санітарних законів простягається на 10 морських миль. Виключна економічна зона встановлена на відстань 200 морських миль (370,4 км) від узбережжя. Континентальний шельф — 200 морських миль (370,4 км) від узбережжя.

### Час
Час у Норвегії: UTC+1 (-1 година різниці часу з Києвом). Літній час вводиться останньої неділі березня переводом годинникової стрілки на 1 годину вперед, скасовується в останню неділю жовтня переводом годинникової стрілки на 1 годину назад.

## Геологія
Скандинавський півострів — велика брила, складена переважно гранітами і гнейсами з сильно порізаним рельєфом. Брила асиметрично піднята на захід, в результаті східні схили (загалом на території Швеції) більш пологі й довгі, а західні, звернені до Атлантичного океану, дуже круті й куці.

### Сейсмічність
Норвегія розташована в межах зони зі слабою сейсмічною активністю. За характером сейсмічності територія Норвегії належить до пасивних континентальних окраїн. Головну тектонічну роль відіграє Балтійський кристалічний щит, що має блокову будову і який охоплює велику площу Скандинавського і Кольського півостровів, Фінляндію і Карелію. Він протистоїть руху літосферних плит на північ у результаті субдукції Африканської плити під Європейську. По краях щита численні розломи, з якими пов'язані мілкофокусні землетруси. Епіцентри яких утворюють сейсмічний пояс уздовж північних берегів Скандинавського півострова. Землетруси пов'язані з розломами, що розсікають каледонські складчасті структури норвезького узбережжя. На південній околиці щита землетруси приурочені до розломів западин Данських проток і півострова Ютландія. Більшість сейсмічних вогнищ пов'язано із зонами новітніх диференційованих брилових рухів вздовж розломів, що утворили грабени типу Осло-фіорду і що характеризуються нечастими 7-бальними землетрусами.
Значні землетруси в Норвегії:
- Харстад, 28 квітня 1974 року, магнітуда 4,2, глибина вогнища 33 км;
- Буде, 15 грудня 1962 року, інтенсивність 5,5 бала, магнітуда 4,8;
- Гамар, 18 жовтня 1962 року, інтенсивність 5,5 бала, магнітуда 4,7.

### Вулканізм

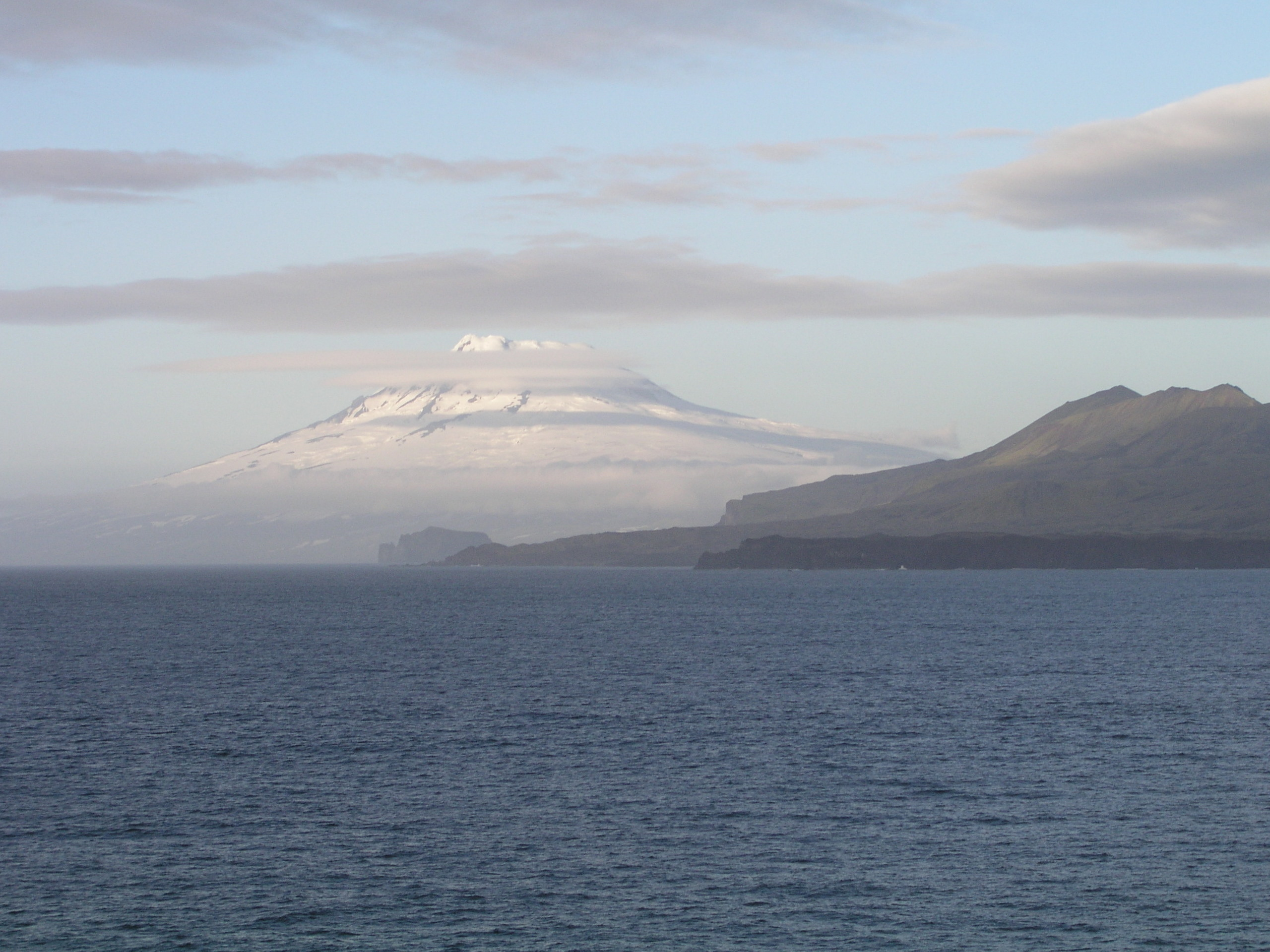
Беренберг

Єдиним активним вулканом країни є Беренберг (2227 м) на острові Ян-Маєн у Норвезькому морі над Північно-Атлантичним хребтом.

## Рельєф
Норвегія — країна мальовничих ландшафтів, із зубчатими гірськими хребтами, долинами, обробленими льодовиками, і вузькими фіордами з крутими берегами. Середні висоти — 460 м; найнижча точка — рівень вод Норвезького моря (0 м); найвища точка — гора Гальгепігген (2469 м). Понад 70 % території країни займають Скандинавські гори, які простягаються з південного-заходу на північний-схід на 1700 км. Середні висоти 1600—1900 м; максимальна 2469 м — гора Гальхьопіґґен. Низини займають вузьку (40-50 км) приморську смугу — странфлат. Вершини плоскогір'їв пенепленізовани — ф'єльди. На півдні розташоване велике нагір'я. З останніми різко контрастують круті схили Скандинавських гір.

Рельєф НорвегіїРельєф Норвегії
Гіпсометрична карта  НорвегіїГіпсометрична карта  Норвегії
Рельєф НорвегіїРельєф Норвегії
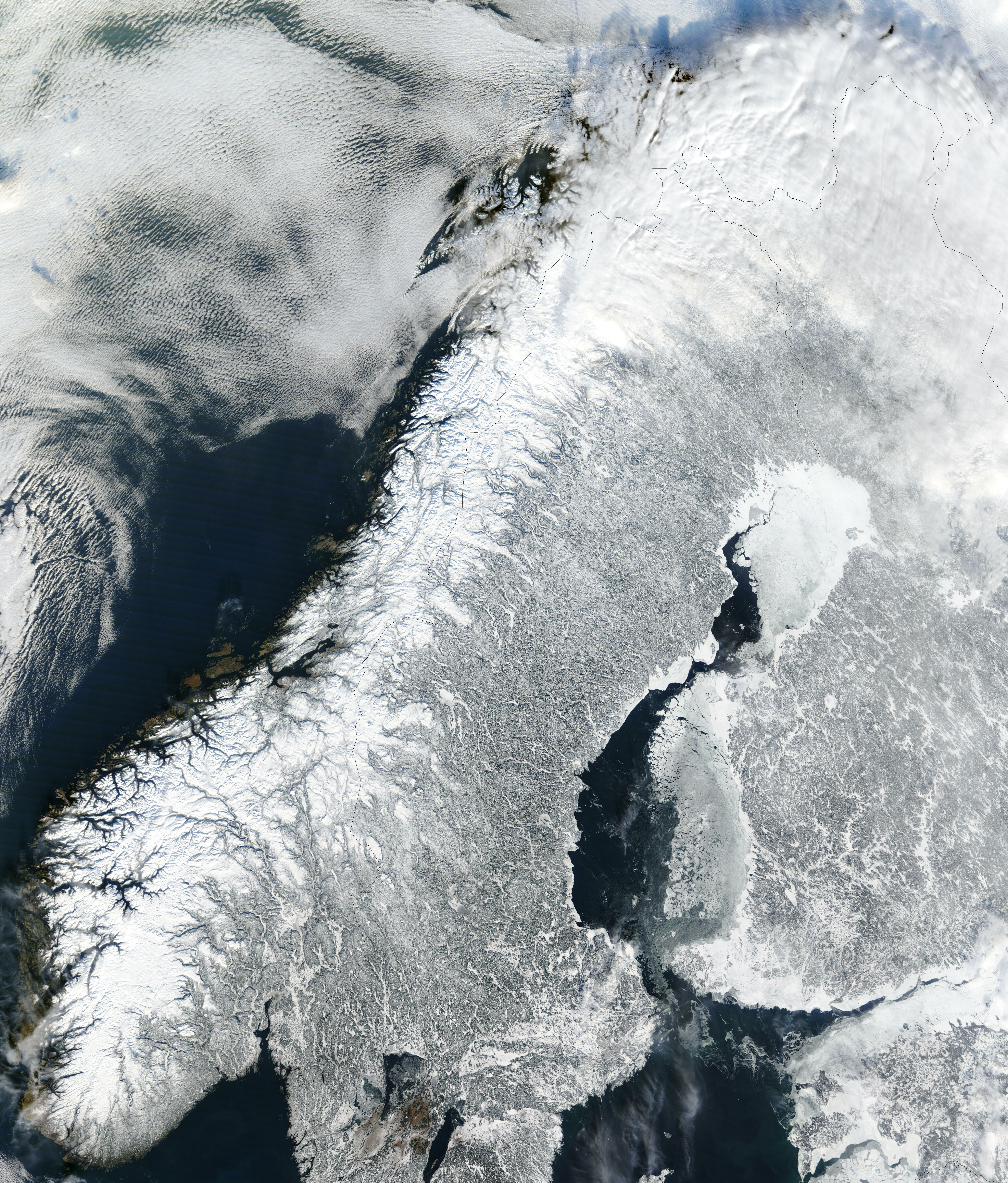
Супутниковий знімок поверхні країни
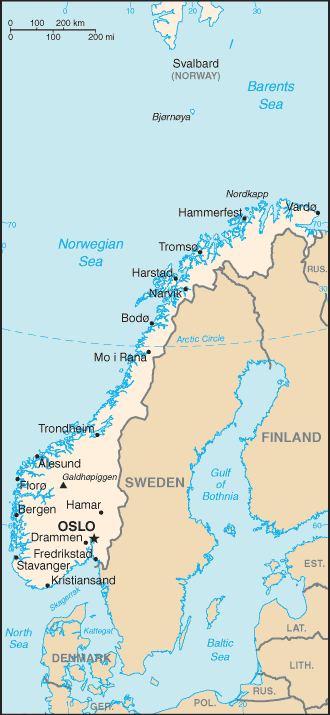
Карта країни (англ.)
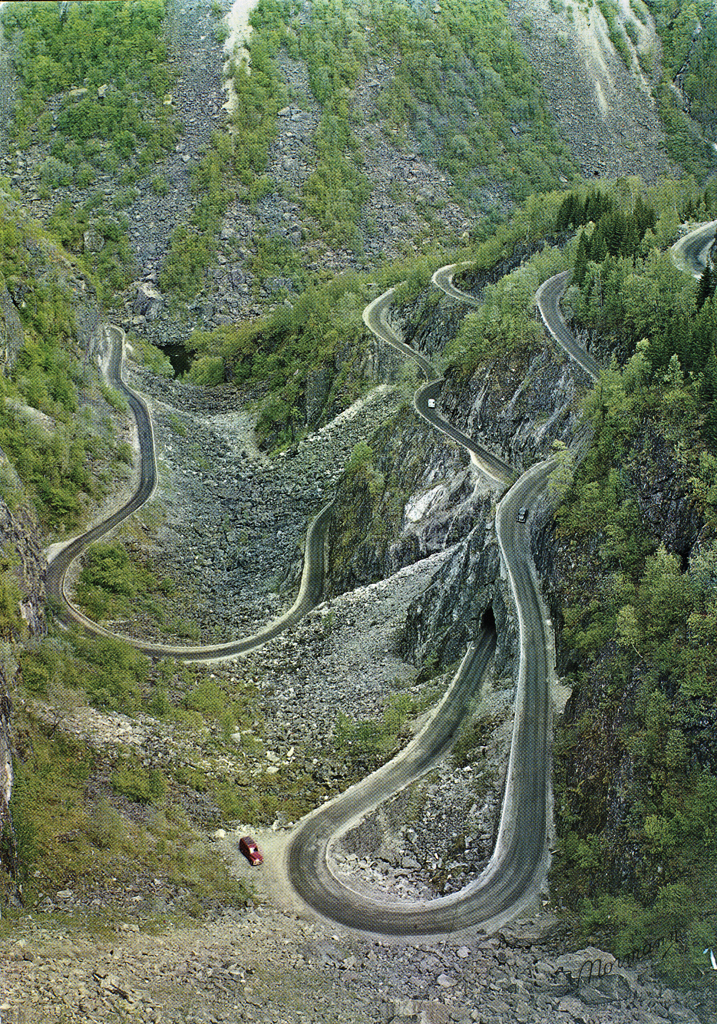
Долина Мобедален

### Узбережжя
Узбережжя порізане глибокими долинами — фіордами.

### Острови
Архіпелаг Шпіцберґен — найбільший архіпелаг країни, характеризується чергуванням гірських хребтів, плоскогір'їв та широких долин. Узбережжя порізане фіордами. Найбільша вершина — гора Ньютон (1712 м). Більше половини архіпелагу вкрито льодовиковими щитами, повсюдно розвинена багаторічна мерзлота.

## Клімат
Більша частина території Норвегії лежить у помірному кліматичному поясі. превалюють помірні повітряні маси цілий рік, західний масоперенос. Значні сезонні амплітуди температури повітря. Відносно тепла зима з нестійкою погодою, штормовими вітрами, можливий сніговий покрив. Відносно прохолодне літо з більш ясною погодою. Зволоження рівномірне за сезонами, місцями надмірне. На півночі й острові Ян-Маєн субполярний клімат. Влітку переважають помірні повітряні маси, взимку — полярні. Чітко відстежується сезонна зміна переважаючих вітрів. Досить великі річні амплітуди температури повітря, прохолодне сире літо з туманами на узбережжях, вітряна волога зима. Посеред зими на крайній півночі майже всю добу триває полярна ніч, а на півдні світловий день триває усього декілька годин. На архіпелазі Шпіцберген полярний клімат. Увесь рік панують полярні повітряні маси. Поверхня скута кригою цілий рік. Відносно м'яка морозна зима, прохолодне літо, опадів мало.

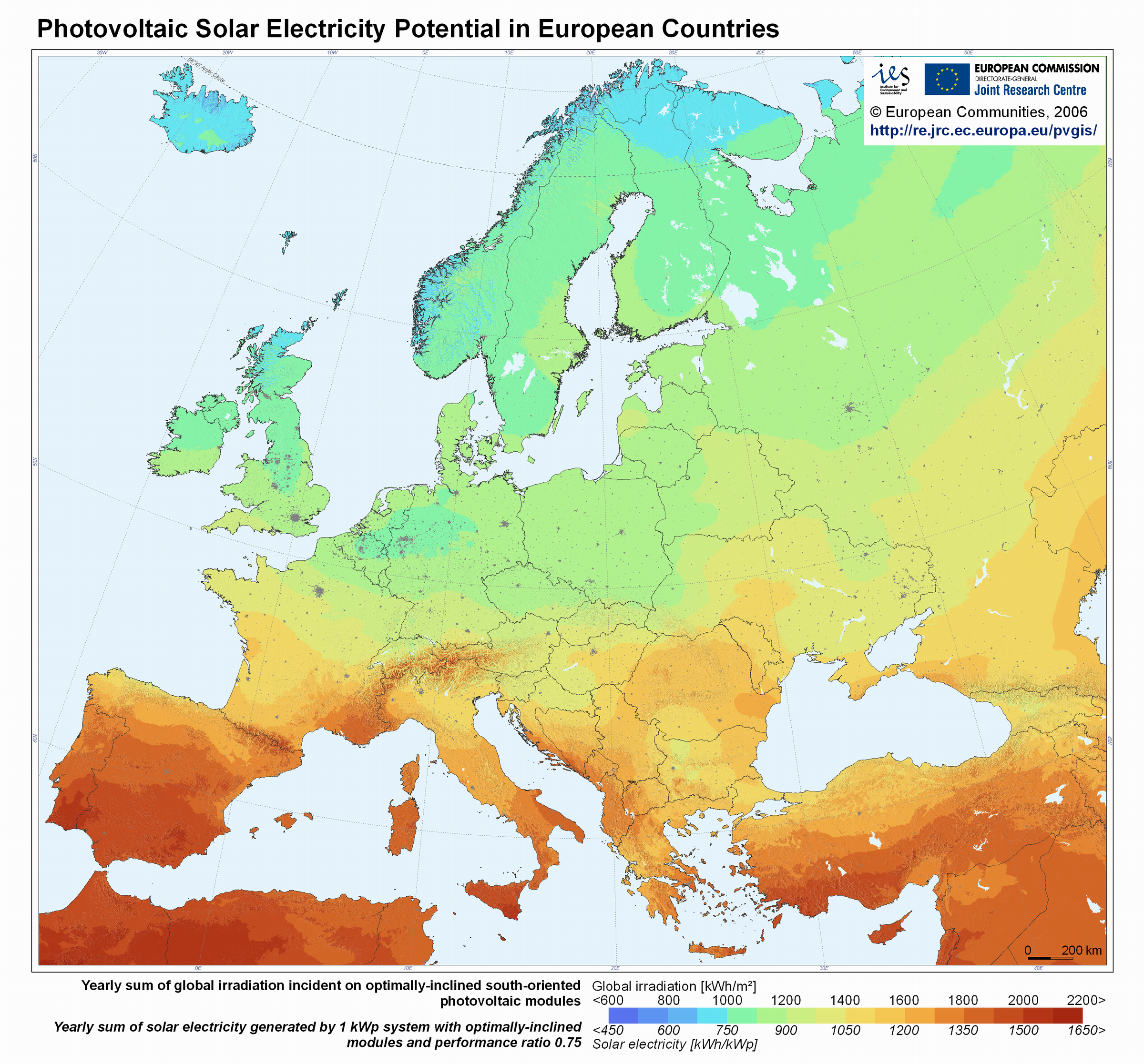
Сонячна радіація в Європі (англ.)
Кліматична карта Норвегії (за Кеппеном)

Норвегія є членом Всесвітньої метеорологічної організації (WMO), в країні ведуться систематичні спостереження за погодою.

## Внутрішні води

### Річки
Річки країни належать басейнам Атлантичного (південь) і Північного Льодовитого океанів (північ). Річки повноводні, з порогами.

### Озера
Близько 4 % території країни займають озера, головним чином льодовикові.

## Тваринний світ
За зоогеографічним районуванням світу країна належить до Голарктичної зоогеографічної області, північне узбережжя і Скандинавські гори — до Арктичної підобласті, південь — до Європейсько-Сибірської тайгової провінції, крайній південь — до Європейської лісової провінції. Тому основу тваринного населення регіону становлять зональні хвойнолісові (1), лісотундрові (2) і тундрові (3) угруповання тварин, а також інтразональні гірські й водно-болотні (долинно-річкові, приморські) тваринні угруповання, характерні для помірного і субарктичного кліматичних поясів. Особливістю тваринного населення країни є  низьке видове різноманіття, адаптація до холодів, вплив океанічного клімату, сезонні міграції птахів. Характерними видами хребетних тут вважаються песець (Vulpes lagopus), північний олень (Rangifer tarandus), морж (Odobenus rosmarus), білий ведмідь (Ursus maritimus), мартин полярний (Larus hyperboreus), гага звичайна (Somateria mollissima), поморник довгохвостий (Stercorarius longicaudus) тощо. Домінуючими в зональних угрупованнях є мезофільні й гідромезофільні групи та види тварин.

## Стихійні природні явища
На території країни спостерігаються небезпечні природні явища і стихійні лиха: каменепади, сходження снігових лавин; єдиний активний вулкан країни, Беренберг знаходиться на острові Ян-Маєн.

## Природні ресурси

### Корисні копалини
Надра Норвегії багаті на ряд корисних копалин: нафту, природний газ, залізну руду, мідь, свинець, цинк, титанові руди, пірит, нікель.

### Водні ресурси
Загальні запаси відновлюваних водних ресурсів (ґрунтові і поверхневі прісні води) становлять 382 км³. Станом на 2012 рік в країні налічувалось 900 км² зрошуваних земель.

### Земельні ресурси
Земельні ресурси Норвегії (оцінка 2011 року):
- придатні для сільськогосподарського обробітку землі — 2,7 %,
  - орні землі — 2,2 %,
  - багаторічні насадження — 0 %,
  - землі, що постійно використовуються під пасовища — 0,5 %;
- землі, зайняті лісами і чагарниками — 27,8 %;
- інше — 69,5 %[1].

## Охорона природи
Природа Норвегії у порівнянні з іншими країнами Європи, характеризується слабкою антропогенною зміною природних ландшафтів.
Серед екологічних проблем варто відзначити:
- забруднення вод;
- кислотні дощі, що руйнують екосистеми озер, знищують ліси;
- забруднення повітря транспортними засобами.

Норвегія є учасником ряду міжнародних угод з охорони навколишнього середовища:
- Конвенції про транскордонне забруднення повітря (CLRTAP);
- Мадридського протоколу про охорону навколишнього середовища до Договору про Антарктику;
- Конвенції про біологічне різноманіття (CBD);
- Рамкової конвенції ООН про зміну клімату (UNFCCC);
- Кіотського протоколу до Рамкової конвенції;
- Конвенції ООН про боротьбу з опустелюванням (UNCCD);
- Конвенції про міжнародну торгівлю видами дикої фауни і флори, що перебувають під загрозою зникнення (CITES);
- Конвенції про заборону військового впливуна природне середовище (ENMOD);
- Базельської конвенції протидії транскордонному переміщенню небезпечних відходів;
- Конвенції з міжнародного морського права;
- Лондонської конвенції про запобігання забрудненню моря скиданням відходів;
- Монреальського протоколу з охорони озонового шару;
- Міжнародної конвенції запобігання забрудненню з суден (MARPOL);
- Міжнародної угоди про торгівлю тропічною деревиною 1983 і 1994 років;
- Рамсарської конвенції із захисту водно-болотних угідь;
- Міжнародної конвенції з регулювання китобійного промислу[1].

## Фізико-географічне районування
У фізико-географічному відношенні територію Норвегії можна розділити на _ райони, що відрізняються один від одного рельєфом, кліматом, рослинним покривом:.

### Українською
- Атлас світу / голов. ред. І. С. Руденко ; зав. ред. В. В. Радченко ; відп. ред. О. В. Вакуленко. — К. : ДНВП «Картографія», 2005. — 336 с. — ISBN 9666315467.
- Атлас. 7 клас. Географія материків і океанів / Укладачі О. Я. Скуратович, Н. І. Чанцева. — К. : ДНВП «Картографія», 2014.
- Барановська О. В. Фізична географія материків і океанів : навч. посіб. для студентів ВНЗ : [у 2 ч.]. — Н. : Ніжинський державний університет ім. Миколи Гоголя, 2013. — 306 с. — ISBN 978-617-527-106-3.
- Бєлозоров С. Т. Географія материків. — К. : Вища школа, 1971. — 371 с.
- Гірничий енциклопедичний словник : у 3 т / за ред. В. С. Білецького. — Д. : Східний видавничий дім, 2001—2004.

- Гілецький Й. Р. Природні ресурси світу : Навч. посібник. — Львів : Світ, 2004. — 304 с. — ISBN 966-603-307-0
- Дубович І. А. Країнознавчий словник-довідник. — 5-те вид., перероб. і доп. — К. : Знання, 2008. — 839 с. — ISBN 978-966-346-330-8.
- Заставецький Ю. С. Регіональна фізична географія світу : Навч. посібник. — Львів : Світ, 2000. — 480 с.
- Економічна і соціальна географія країн світу. Навчальний посібник / За ред. Кузика С. П. — Л. : Світ, 2002. — 672 с. — ISBN 966-603-178-7.
- Кукурудза С. І. Біогеографія : Підручник. — Львів : Вид-во ЛГУ ім. Івана Франка, 2006 — 504 с. — ISBN 966-613-502-7
- Палієнко В. І., Шищенко П. Г., Бойко В. М. Фізична географія світу : Навч. посібник. — К. : КНУ ім.  Т. Шевченка, 2016. — 246 с. — ISBN 978-966-439-918-1
- Панасенко Б. Д. Фізична географія материків : навч. посіб. : в 2 ч. — В. : ЕкоБізнесЦентр, 1999. — 200 с.
- Пузанов І. І. Зоогеографія : Підручник. — Київ—Львів : Рад. школа, 1949. — 504 с.
- Фізична географія материків та океанів : підруч. для студ. вищ. навч. закл. : у 2 т / за ред. П. Г. Шищенка. — К. : Видавництво Київського нац. ун-т ім. Т. Шевченка, 2010. — Т. 2. : Європа. — 464 с. — ISBN 978-966-439-273-7.
- Юрківський В. М. Регіональна економічна і соціальна географія. Зарубіжні країни: Підручник. — 2-ге. — К. : Либідь, 2001. — 416 с. — ISBN 966-06-0092-5.

### Англійською
- (англ.) Graham Bateman. The Encyclopedia of World Geography. — Andromeda, 2002. — 288 с. — ISBN 1871869587.

### Російською
- (рос.) Норвегия // Страны и народы. Зарубежная Европа. Общий обзор. Северная Европа / Редкол. : В. П. Максаковский, С. А. Токарев (отв. ред.) и др. — М. : «Мысль», 1981. — 269 с. — (Страны и народы) — 180 тис. прим.
- (рос.) Авакян А. Б., Салтанкин В. П., Шарапов В. А. Водохранилища. — М. : Мысль, 1987. — 326 с. — (Природа мира)
- (рос.) Алисов Б. П., Берлин И. А., Михель В. М. Курс климатологии [в 3-х тт.] / под. ред. Е. С. Рубинштейна. — Л. : Гидрометиздат, 1954. — Т. 3. Климаты земного шара. — 320 с.
- (рос.) Ананьин И. В. Землетрясения Балтийского щита и особенности их проявления // Сильные землетрясения и сейсмические воздействия. — М., 1987. — С. 96—105.
- (рос.) Апродов В. А. Зоны землетрясений. — М. : Мысль, 2010. — 462 с. — (Природа мира) — ISBN 978-5-244-01122-7.
- (рос.) Букштынов А. Д., Грошев Б. И., Крылов Г. В. Леса. — М. : Мысль, 1981. — 316 с. — (Природа мира)
- (рос.) Гвоздецкий Н. А. Карст. — М. : Мысль, 1981. — 214 с. — (Природа мира)
- (рос.) Гвоздецкий Н. А., Голубчиков Ю. Н. Горы. — М. : Мысль, 1987. — 400 с. — (Природа мира)
- (рос.) Дарлингтон Ф. Зоогеография. Географическое рапространение животных / Пер. с англ. М. М. Мержеевской и К. П. Филонова. Ред.: К. П. Филонов. — М. : Прогресс, 1966. — 520 с.
- (рос.) Долгушин Л. Д., Осипова Г. Б. Ледники. — М. : Мысль, 1989. — 448 с. — (Природа мира) — ISBN 5-244-00315-1.
- (рос.) Дроздов Н. Н., Мяло Е. Г. Биогеография мира : Учебник. — М. : Высшая школа, 1985. — 272 с.
- (рос.) Исаченко А. Г., Шляпников А. А. Ландшафты. — М. : Мысль, 1989. — 504 с. — (Природа мира) — ISBN 5-244-00177-9.
- (рос.) Каплин П. А., Леонтьев О. К., Лукьянова С. А., Никифоров Л. Г. Берега. — М. : Мысль, 1991. — 480 с. — (Природа мира) — ISBN 5-244-00449-2.
- (рос.) Словарь современных географических названий / под общей редакцией акад. В. М. Котлякова. — Екатеринбург : У-Фактория, 2006.
- (рос.) Литвин В. М., Лымарев В. И. Острова. — М. : Мысль, 2010. — 288 с. — (Природа мира) — ISBN 978-5-244-01129-6.
- (рос.) Лобова Е. В., Хабаров А. В. Почвы. — М. : Мысль, 1983. — 304 с. — (Природа мира)
- (рос.) Максаковский В. П. Географическая картина мира. Книга I: Общая характеристика мира. — М. : Дрофа, 2008. — 495 с. — ISBN 978-5-358-05275-8.
- (рос.) Максаковский В. П. Географическая картина мира. Книга II: Региональная характеристика мира. — М. : Дрофа, 2009. — 480 с. — ISBN 978-5-358-06280-1.
- Николаев Н. И. О связи сейсмичности Балтийского щита и норвежских каледонид с неотектоникой // Вестник МГУ. — М., 1966. — С. 20—36.
- (рос.) Норвегия // Поспелов Е. М. Топонимический словарь. — М. : АСТ, 2005. — 229 с. — ISBN 5-17-016407-6.
- Соловьев С. Л. О связи землетрясений Скандинавии с отрицательными формами рельефа // Известия АН СССР. Серия География. — М., 1963. — № 6.
- (рос.) Физико-географический атлас мира. — М. : Академия наук СССР и Главное управление геодезии и картографии ГГК СССР, 1964. — 298 с.
- (рос.) Норвегия // Энциклопедия стран мира / глав. ред. Н. А. Симония. — М. : НПО «Экономика» РАН, отделение общественных наук, 2004. — 1319 с. — ISBN 5-282-02318-0.
- (рос.) Власова Т. В. Физическая география материков. С прилегающими частями океанов. Евразия, Северная Америка. — 4-е, перераб. — М. : Просвещение, 1986. — 417 с.
- (рос.) Добрынин Б. Ф. Физическая география Западной Европы. — М. : Учпедгиз, 1948. — 415 с.
- (рос.) Карри-Линдал К. Европа. — М. : Прогресс, 1981. — 334 с. — (Континенты, на которых мы живем)